# Campton Hills, Illinois
Campton Hills är en ort (village) i Kane County, i delstaten Illinois, USA. Enligt United States Census Bureau har orten en folkmängd på 11 239 invånare (2011) och en landarea på 43,8 km².